# Yoshimi Issei
Issei Yoshimi (sinh ngày 16 tháng 6 năm 1982) là một cầu thủ bóng đá người Nhật Bản.

## Sự nghiệp câu lạc bộ
Issei Yoshimi đã từng chơi cho Montedio Yamagata và Sagawa Printing.